# Theodor Dahl
Theodor Dahl, född 11 augusti 1858 i Stockholm, död 3 juni 1897 i Köping, var en svensk arkitekt.
Theodor Dahl var son till arkitekten Gustaf Dahl. Han utbildade sig på Konstakademien och studerade ute i Europa och i USA. Han flyttade senare till Köping, och kom där i egenskap av arkitekt och stadsarkitekt att sätta sin prägel på den nya stadskärnan som byggdes upp efter den stora stadsbranden 1889. Han var delaktig i arbetet med Lyckholmska villan i Köping och ett flertal tingshus, bland annat i Kolbäck och i Lindesberg. Ett av hans sista arbeten var stationshuset i Uttersberg som invigdes år 1897.
I slutet av sin levnad drabbades han av psykisk ohälsa till följd av syfilis och dog kort efter intagning på sinnessjukhus. Han var far utom äktenskapet till författaren Tora Dahl.

## Verk i urval

### Byggnader i Köping
- Karmansbo hytta, 1886 - 1887
- Apotekshuset, 1889
- Arpi-huset, 1889

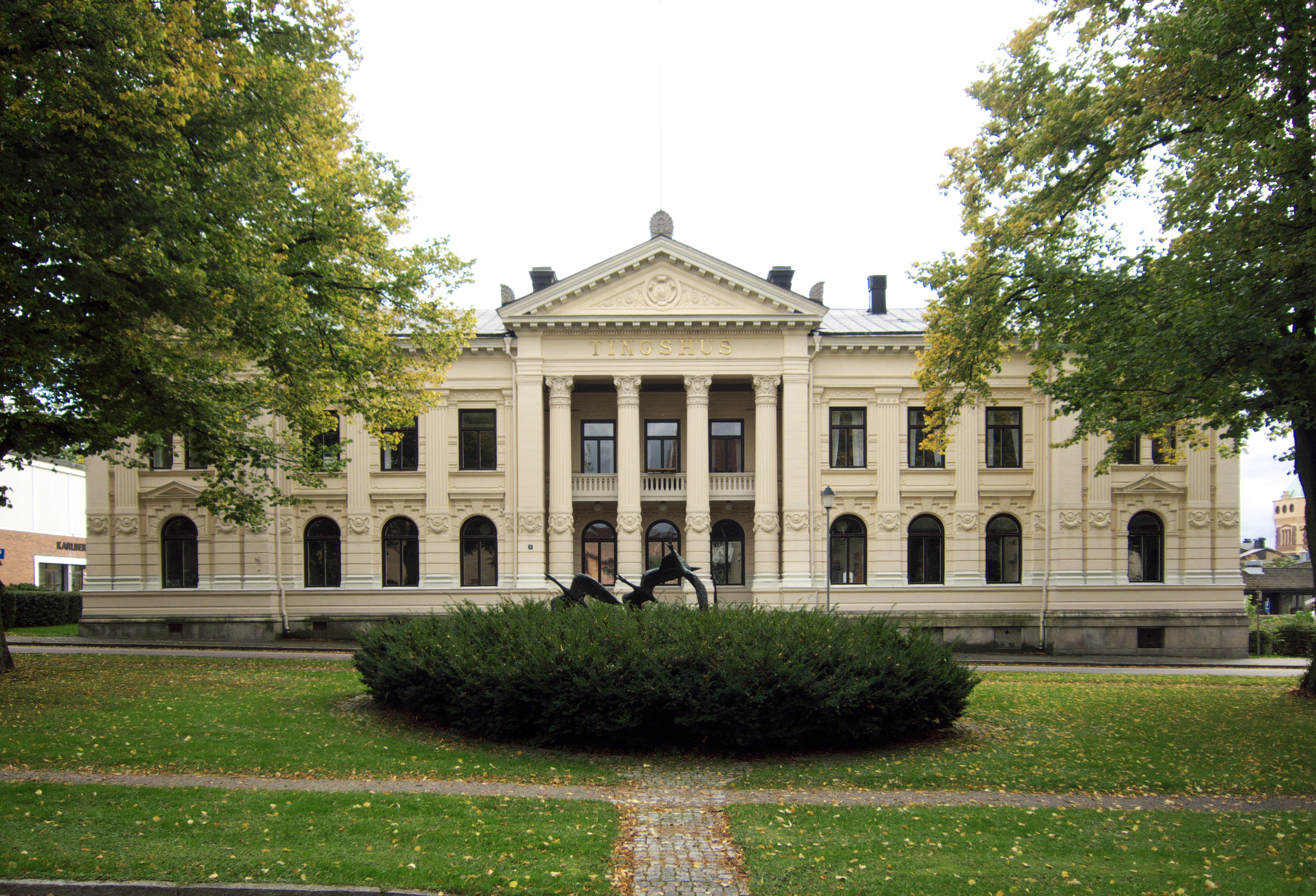
Tingshuset i Köping

- Mälarbanken, Storgatan 8-10. 1890-1892
- Långgatan 6 - Storgatan (Mälarbanken) 1891
- Köpings mekaniska verkstad, maskinhus, bostäder, 1891-1892.
- Tingshuset 1892
- Metodistkyrka

### Byggnader i Västerås
- Tingshuset
- Läkarvillan i Stallhagen 1895
- Restaurantpaviljong i Stadsparken 1895
- Tillbyggnad till Mälarbanken
- ASEA:s modellverkstad och förråd 1896

### Övriga landet
- Arboga sparbank 1894-1897.
- Tekniska fabriken Örnen i Arboga.
- Tingshuset i Lindesberg 1894 och i Kolbäck 1900.
- Stationshus i Kolsva och i Uttersberg.

## Bilder

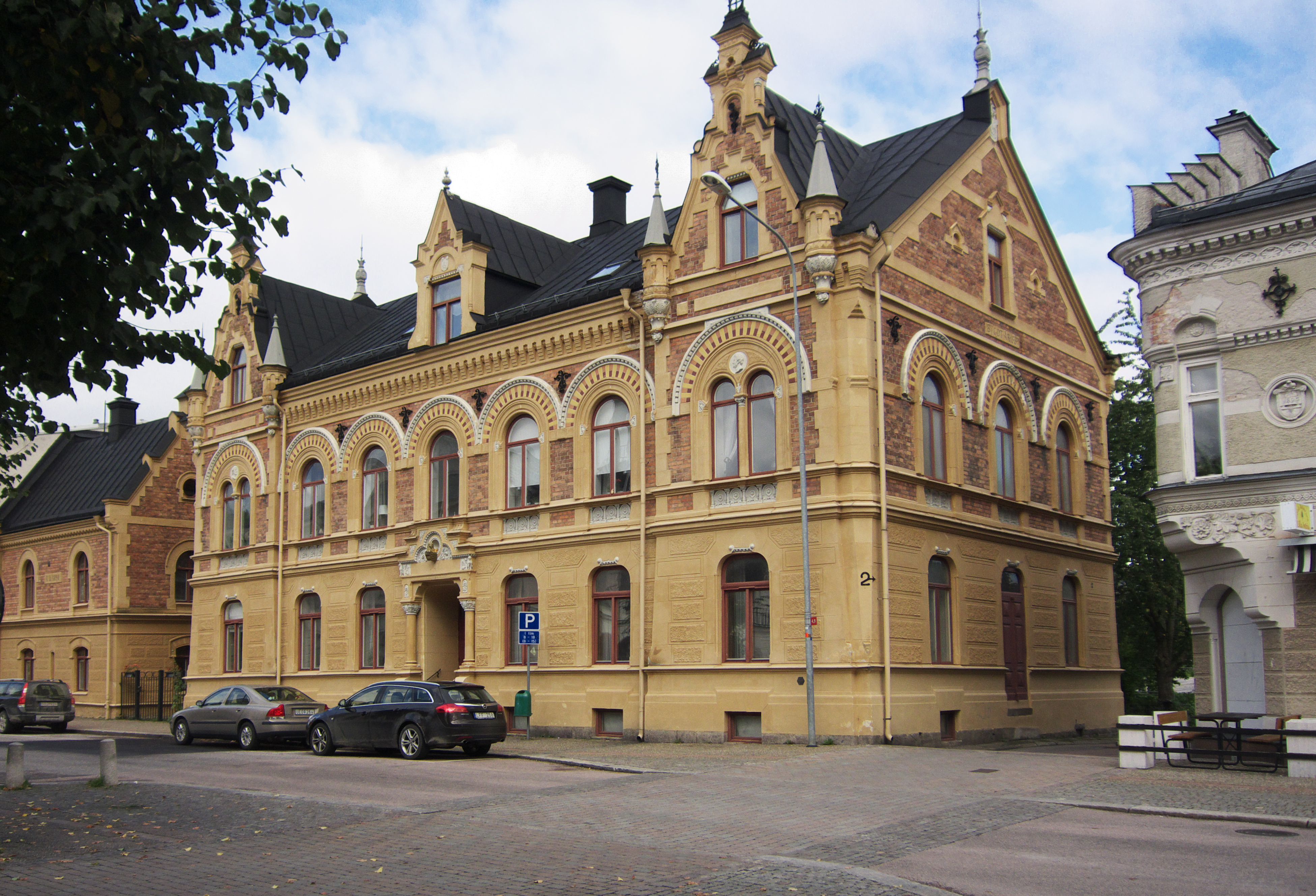
Apotekshuset i Köping
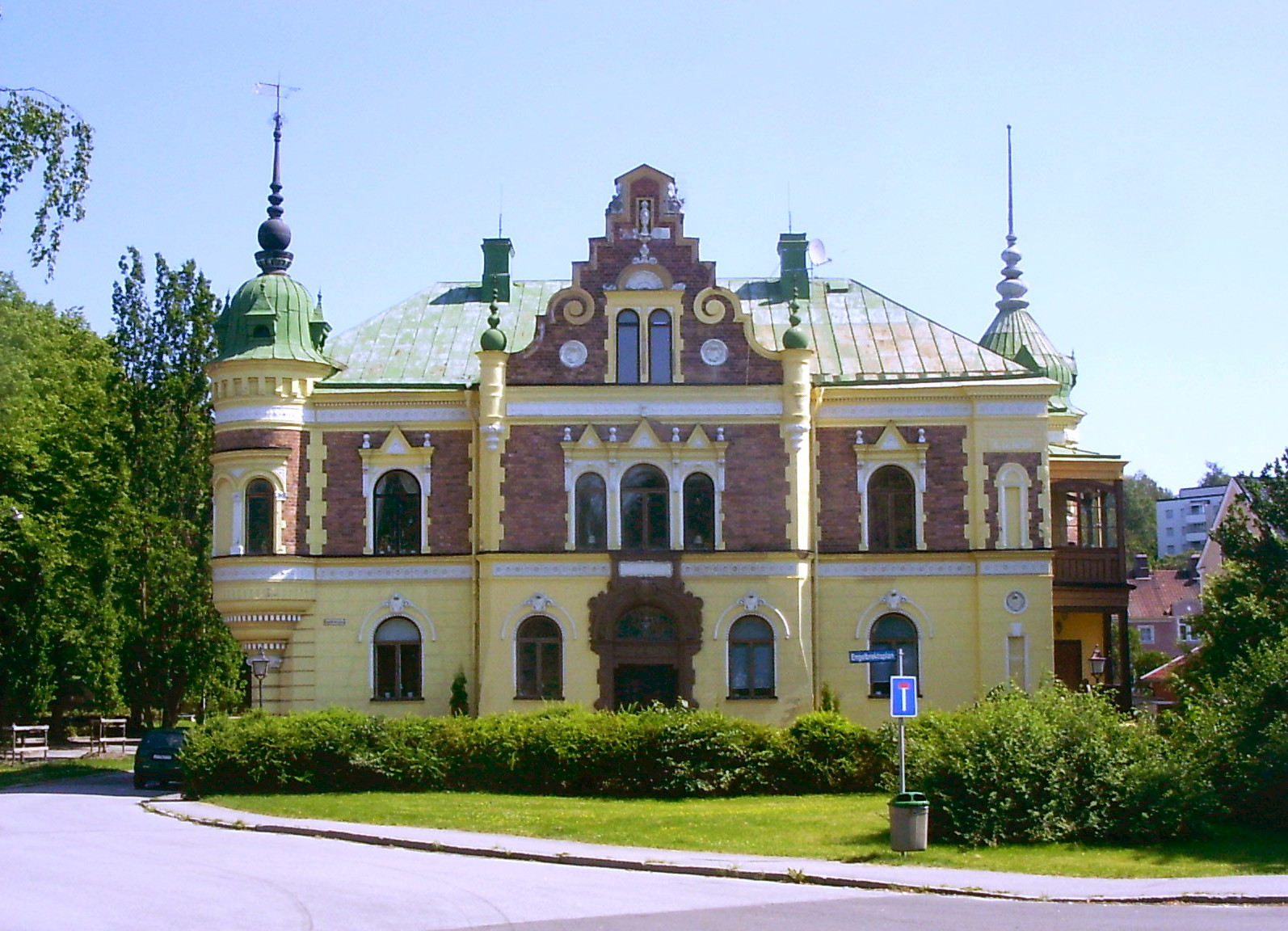
Lyckholmska villan i Köping
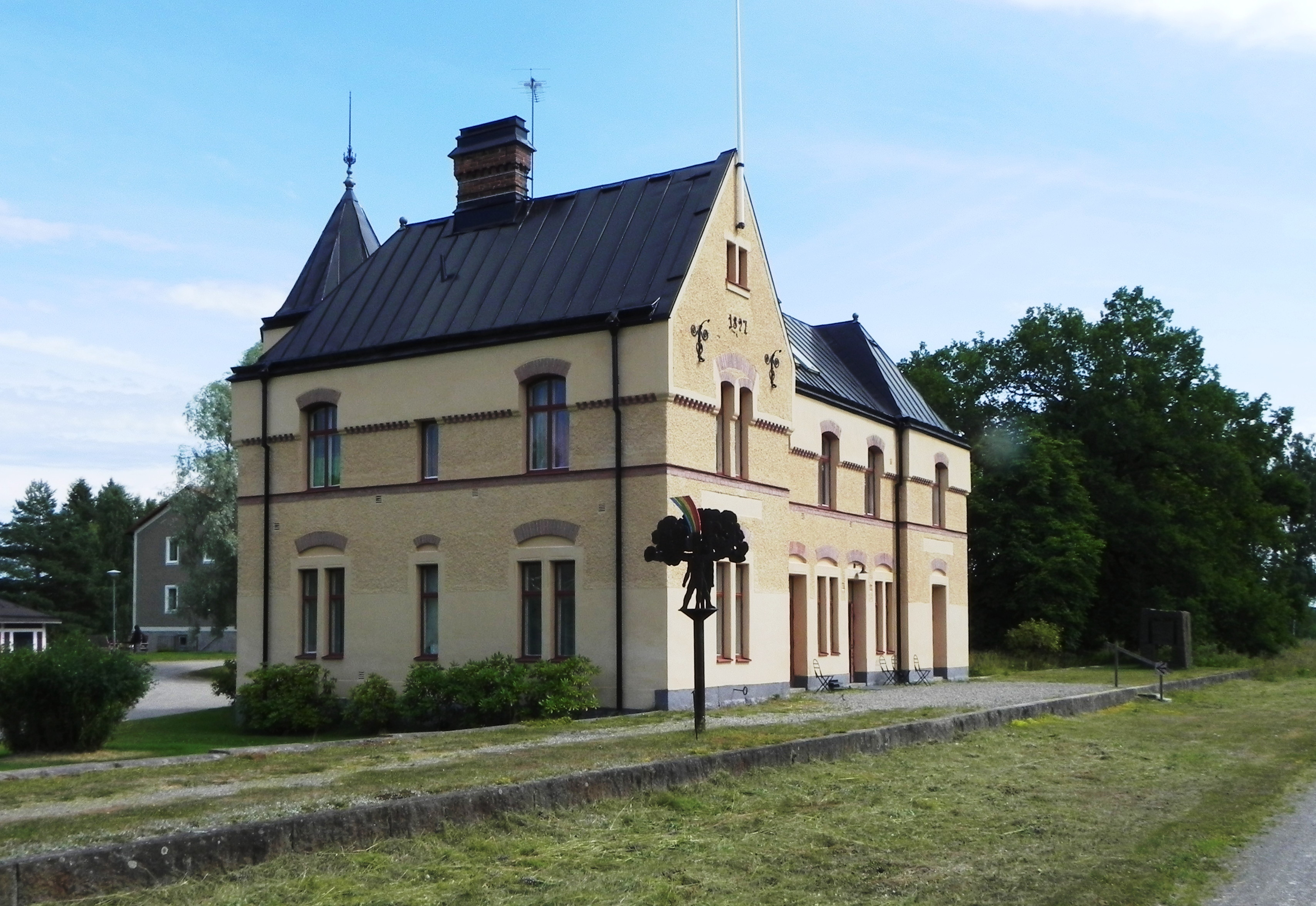
Uttersbergs gamla stationshus
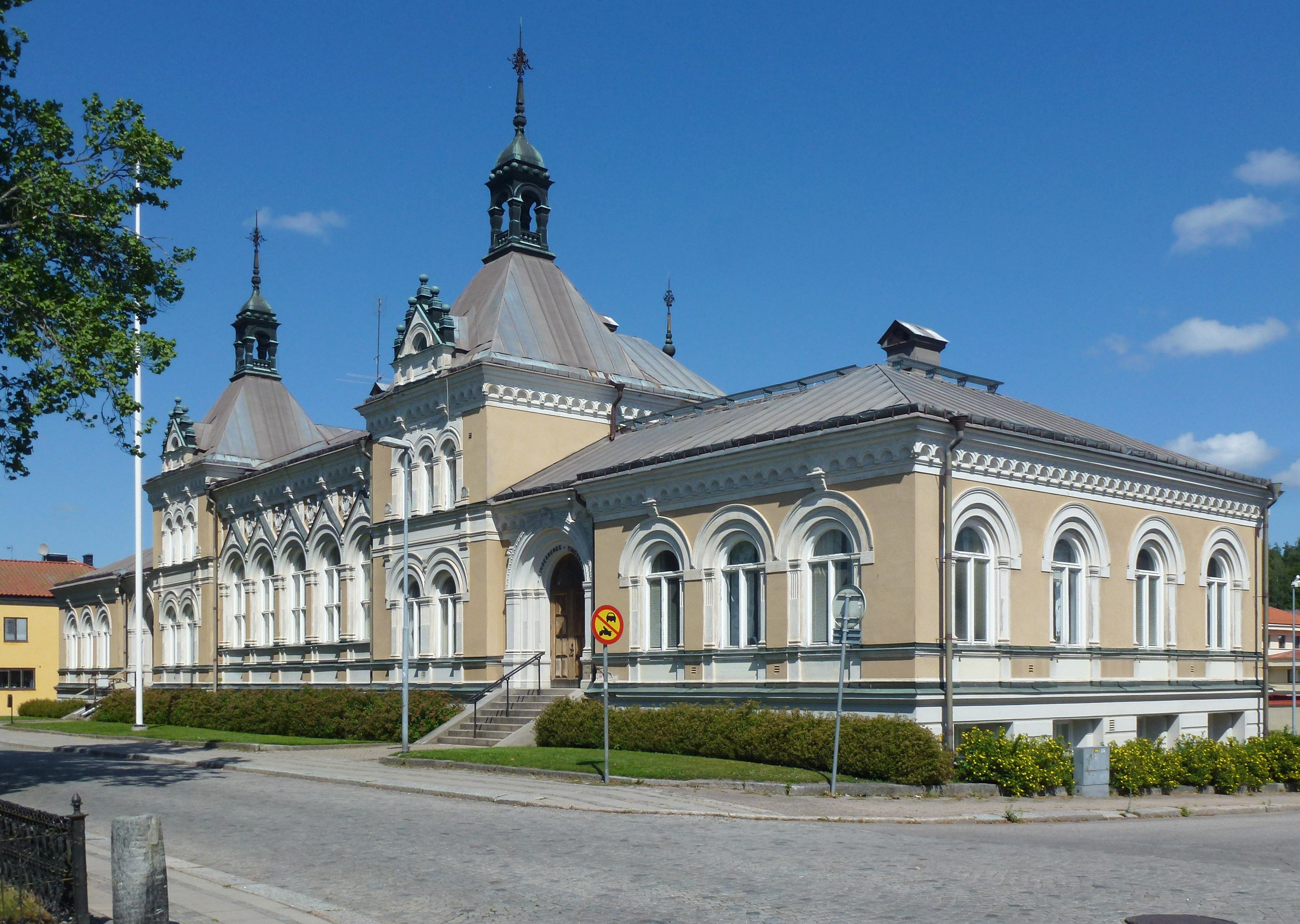
Tingshuset i Lindesberg
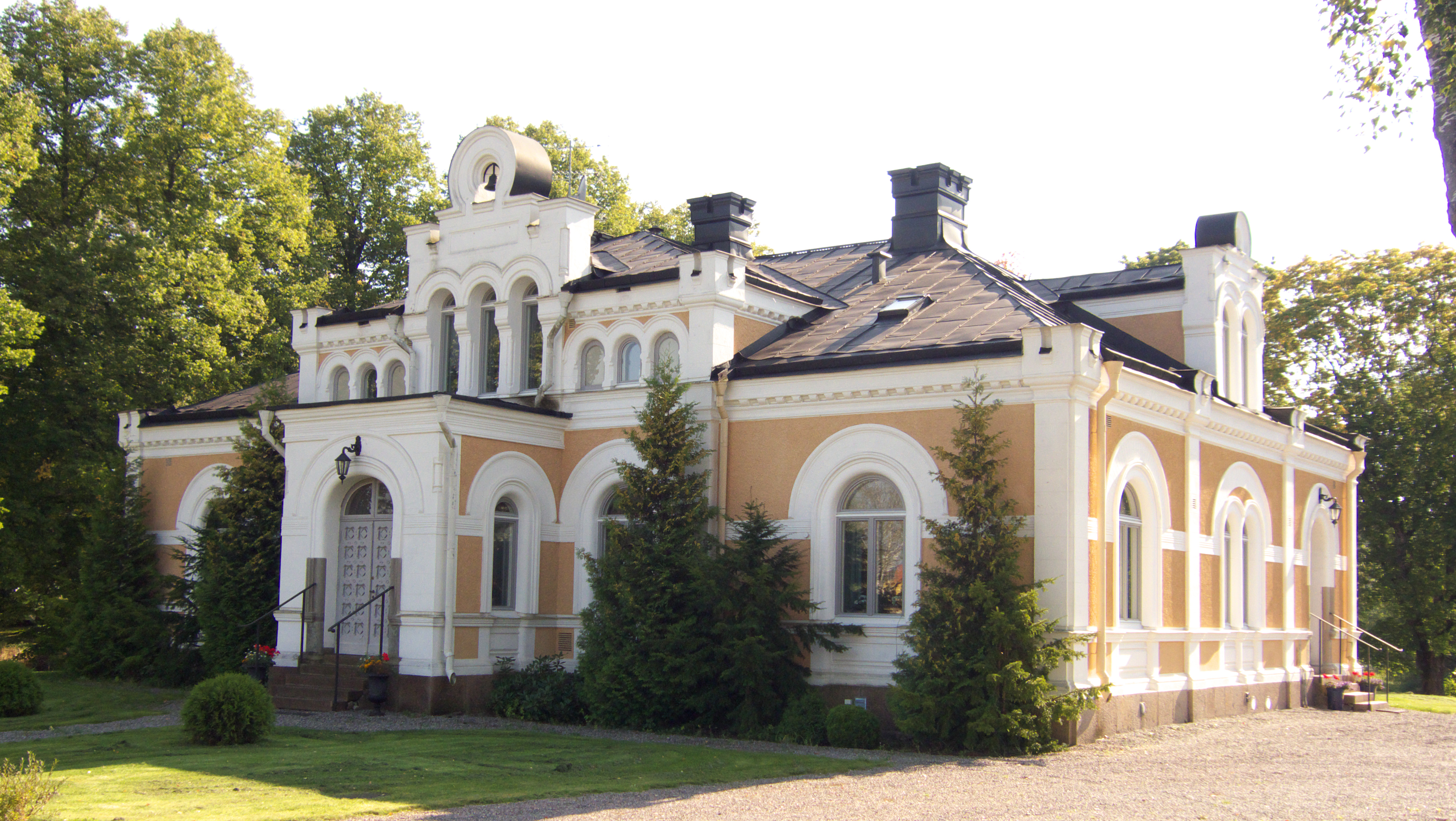
Tingshuset i Kolbäck